# Clarice (serie de televisión)
Clarice es una serie de televisión estadounidense de terror psicológico creada por Alex Kurtzman y Jenny Lumet. La serie está basada en la novela The Silence of the Lambs de Thomas Harris. La serie está protagonizada por Rebecca Breeds, Lucca De Oliveira, Devyn A. Tyler, Kal Penn, Nick Sandow, Michael Cudlitz y Marnee Carpenter y se estrenó en CBS el 11 de febrero de 2021.

## Premisa
Ambientada en 1993, un año después de los acontecimientos de The Silence of the Lambs, la serie sirve para profundizar en la historia personal no contada del personaje Clarice Starling, cuando vuelve al campo para perseguir a asesinos en serie y depredadores sexuales mientras navega por el mundo político de alto riesgo de Washington D. C..

## Elenco y personajes

### Principales
- Rebecca Breeds como Clarice Starling[1]
- Devyn A. Tyler como Ardelia Mapp
- Lucca De Oliveira como Tomas Esquivel
- Kal Penn como Emin Grigoryan
- Nick Sandow como Murray Clarke
- Michael Cudlitz como Paul Krendler
- Marnee Carpenter como Catherine Martin

### Recurrentes
- Jayne Atkinson como Ruth Martin
- Shawn Doyle como el terapeuta de Clarice
- Tim Guinee como Novak
- Douglas Smith como Tyson Conway
- Simon Northwood como Jame Gumb «Buffalo Bill»[2]

## Episodios
| N.º | Título                                | Dirigido por      | Escrito por                            | Fecha de emisión original | Audiencia (millones) |
| --- | ------------------------------------- | ----------------- | -------------------------------------- | ------------------------- | -------------------- |
| 1   | «The Silence is Over»                 | Maja Vrvilo       | Alex Kurtzman & Jenny Lumet            | 11 de febrero de 2021     | 4,00                 |
| 2   | «Ghosts of Highway 20»                | Doug Aarniokoski  | Elizabeth J. B. Klaviter & Kenneth Lin | 18 de febrero de 2021     | 4,08                 |
| 3   | «Are You Alright?»                    | Doug Aarniokoski  | William Harper                         | 25 de febrero de 2021     | 3,65                 |
| 4   | «You Can't Rule Me»                   | Chloe Domont      | Gabriel Ho & Lydia Teffera             | 4 de marzo de 2021        | 3,48                 |
| 5   | «Get Right with God»                  | Chloe Domont      | Tess Leibowitz                         | 11 de marzo de 2021       | 3,01                 |
| 6   | «How Does It Feel to Be So Beautiful» | Wendy Stanzler    | Kenneth Lin & Celena Cipriaso          | 1 de abril de 2021        | 2,37                 |
| 7   | «Ugly Truth»                          | Wendey Stanzler   | William Harper                         | 8 de abril de 2021        | 2,57                 |
| 8   | «Add-a-Bead»                          | Deborah Kampmeier | Boo Killebrew                          | 6 de mayo de 2021         | 2,54                 |
| 9   | «Silence is Purgatory»                | Deborah Kampmeier | Eleanor Jean                           | 13 de mayo de 2021        | 2,26                 |
| 10  | «Motherless Child»                    | Chris Byrne       | William Harper                         | 3 de junio de 2021        | 1,89                 |
| 11  | «Achilles Heal»                       | Chris Byrne       | Elizabeth Klaviter & Lydia Teffera     | 10 de junio de 2021       | 1,85                 |
| 12  | «Father Time»                         | DeMane Davis      | Kenneth Lin                            | 17 de junio de 2021       | 2,19                 |
| 13  | «Family is Freedom»                   | DeMane Davis      | Jenny Lumet & Alex Kurtzman            | 24 de junio de 2021       | 1,99                 |

## Producción

### Desarrollo
En enero de 2020, CBS ordenó una serie secuela de la película de 1991 The Silence of the Lambs, creada por Alex Kurtzman y Jenny Lumet y producida por CBS Studios. La serie se encontraba entre los 14 pilotos ordenados por CBS en febrero de 2020 y en marzo de 2020 se ordenó la producción directa de la serie, debido a que CBS Studios estaba cerrado por la pandemia por COVID-19. El 8 de mayo de 2020, CBS ordenó la producción de la serie. En diciembre de 2020, se anunció que la serie se estrenará el 11 de febrero de 2021, junto con el lanzamiento de un tráiler. Debido a complicados problemas de derechos de los personajes de la franquicia entre Metro-Goldwyn-Mayer y Dino de Laurentiis Company, la serie no puede presentar ni hacer referencia a Hannibal Lecter. Al respecto Kurtzman menciona: «Todavía estoy tratando de entender cómo se dividen los derechos. Pero ha sido bastante liberador porque no tenemos ningún interés en escribir sobre Hannibal, no porque no nos gusten las películas y la serie, sino porque lo ha hecho tan bien tanta gente que no nos parecía fresco».

### Casting
En febrero de 2020, se anunció que Rebecca Breeds se había unido al elenco principal de la serie, interpretando a Clarice Starling. En marzo de 2020, se anunció que Lucca De Oliveira y Devyn A. Tyler se habían unido al elenco principal de la serie. En mayo de 2020, se anunció que Kal Penn, Nick Sandow y Michael Cudlitz se habían unido al elenco principal de la serie. En noviembre de 2020, se anunció que Marnee Carpenter se había unido al elenco principal, mientras que Jayne Atkinson, Shawn Doyle y Tim Guinee se habían unido al elenco recurrente de la serie. En diciembre de 2020, se anunció que Simon Northwood se había unido al elenco recurrente. En enero de 2021, se anunció que Douglas Smith se había unido al elenco recurrente de la serie.

### Rodaje
El rodaje de la serie comenzó el 21 de septiembre de 2020 en Vancouver (Columbia Británica). El rodaje finalizó el 23 de marzo de 2021.

## Recepción

### Respuesta crítica
El sitio web del agregador de reseñas Rotten Tomatoes reportó una tasa de aprobación del 36%, basándose en 22 reseñas con una calificación media de 5,75/10. El consenso crítico dice: «Efectivamente sombría, pero narrativamente sosa, Clarice es un procedimiento perturbadoramente seguro que defrauda tanto a su talentoso reparto como a su material de origen». En Metacritic, la temporada una calificación de 55 de 100, basándose en 30 reseñas, indicando «reseñas mixtas o medias».

### Audiencias
| N.º | Título                                | Fecha de emisión      | ÍA (18–49) | Audiencia (millones) | DVR (18–49) | Audiencia DVR (millones) | Total (18–49) | Audiencia total (millones) |
| --- | ------------------------------------- | --------------------- | ---------- | -------------------- | ----------- | ------------------------ | ------------- | -------------------------- |
| 1   | «The Silence is Over»                 | 11 de febrero de 2021 | 0,5        | 4,00                 | 0,6         | 3,34                     | 1,1           | 7,35                       |
| 2   | «Ghosts of Highway 20»                | 18 de febrero de 2021 | 0,4        | 4,08                 | 0,5         | 3,32                     | 1,0           | 7,40                       |
| 3   | «Are You Alright?»                    | 25 de febrero de 2021 | 0,4        | 3,65                 | 0,6         | 3,37                     | 1,0           | 7,03                       |
| 4   | «You Can't Rule Me»                   | 4 de marzo de 2021    | 0,4        | 3,48                 | 0,4         | 3,06                     | 0,9           | 6,54                       |
| 5   | «Get Right with God»                  | 11 de marzo de 2021   | 0,4        | 3,01                 | 0,4         | 2,76                     | 0,8           | 5,77                       |
| 6   | «How Does It Feel to Be So Beautiful» | 1 de abril de 2021    | 0,2        | 2,37                 | 0,3         | 2,14                     | 0,5           | 4,51                       |
| 7   | «Ugly Truth»                          | 8 de abril de 2021    | 0,3        | 2,57                 | 0,4         | 2,71                     | 0,6           | 5,28                       |
| 8   | «Add-a-Bead»                          | 6 de mayo de 2021     | 0,3        | 2,54                 | 0,4         | 2,45                     | 0,7           | 4,99                       |
| 9   | «Silence is Purgatory»                | 13 de mayo de 2021    | 0,3        | 2,26                 | 0,3         | 2,20                     | 0,6           | 4,46                       |
| 10  | «Motherless Child»                    | 3 de junio de 2021    | 0,2        | 1,89                 | 0,3         | 2,12                     | 0,5           | 4,01                       |
| 11  | «Achilles Heel»                       | 10 de junio de 2021   | 0,2        | 1,85                 | 0,2         | 1,95                     | 0,5           | 3,80                       |
| 12  | «Father Time»                         | 17 de junio de 2021   | 0,3        | 2,19                 | 0,2         | 1,76                     | 0,5           | 3,95                       |
| 13  | «Family is Freedom»                   | 24 de junio de 2021   | 0,2        | 1,99                 | 0,2         | 1,89                     | 0,5           | 3,88                       |